# Período de la práctica común
El período de la práctica común es aquel de la música occidental europea que transcurre entre la formación del sistema tonal hasta la creación del sistema atonal. Abarca unos trescientos años, desde aproximadamente 1600 a 1900, y recorre los períodos Barroco, Clasicismo y Romanticismo. Los compositores más destacados fueron Antonio Vivaldi, Georg Friedrich Händel, Johann Sebastian Bach, Joseph Haydn, Richard Wagner, Niccolo Paganini, Wolfgang Amadeus Mozart, Ludwig van Beethoven, Franz Schubert y muchos otros más que todavía hoy se interpretan con frecuencia.
No hay fechas exactas para este período, ya que si bien prevalecen ciertos modelos y convenciones, también se produce una considerable evolución estilística. Por lo tanto, las fechas dadas son necesariamente nebulosas, y sus límites arbitrarios dependen del contexto.